# 두호항 (기장군)
두호항(豆湖港)은 부산광역시 기장군 기장읍 죽성리에 있는 어항이다. 지방어항으로 지정하여 관리하고 있다. 시설관리자는 기장군수이다.

## 어항구역
본 항의 어항구역은 다음과 같다.
- 두호남단 돌출부에서 대안북쪽 돌단부와 연결한 선내수역

## 개발계획
2010년 6월 23일 고시된 두호항 개발계획의 주요내용은 다음과 같다.
- 외곽시설: 방파제 L=124m
- 계류시설: 물양장 L=254m

## 등대
두호항에 있는 직경 2.5ｍ 높이 12.5ｍ 돌출형 3각 구조의 등대는 부산지방해양수산청에서 2004년 11월에 설치하였다.